# Bárcena de Cicero
Bárcena de Cicero est une commune espagnole
située dans la communauté autonome de Cantabrie.